# Kossiàkova
Kossiàkova (en rus: Косякова) és un poble de l'óblast de Sverdlovsk, a Rússia, segons el cens del 2010 tenia 95 habitants.